# Frans Lasès
Franciscus Johannes (Frans) Lasès (Amsterdam, 10 juni 1949) is een Nederlands programmamaker, grafisch ontwerper, scenarioschrijver en regisseur.

## Loopbaan
Lasès werd geboren als zoon van Herman Lasès en Alie de Kruijf en groeide op in een katholiek gezin van tien kinderen. Na zijn opleiding ging hij in 1970 werken bij de grafische afdeling van de NOS. Hij ontwierp leaders, animaties, decors en logo's voor tv-programma's als Swiebertje, De Stratemakeropzeeshow, Een van de acht, De Tweede Natuur en J.J. de Bom. Daarnaast ontwierp hij lp-hoezen voor onder meer Dat ik dit nog mag meemaken en Kinderen voor Kinderen 5, tal van affiches voor theater, jazz- en filmfestivals, en omslagen voor de VPRO-gids. Een van zijn bekendste ontwerpen is het logo van de VARA uit 1982 met het uitroepteken in de letter R als vervanging van het logo met de haan van Swip Stolk. Hierna werkte hij als videovormgever voor de ADCN en het bedrijfsjournaal van PTT Post en ontwierp hij tentoonstellingen voor o.m. Het Rijksmuseum in Amsterdam.  Van 1990 t/m 2015 werkte hij als bedenker, schrijver en regisseur voor Villa Achterwerk.  Bekende programma's van zijn hand: Dag Meneer de Koekepeer, Hé Hallo Kobie en Ko, Oma Hondje (programmaseries waarvoor hij meer dan 100 liedteksten schreef) en de magische serie Woensdag-Wonderdag. Hij werkte samen met onder vele anderen Jan Wolkers, Herman Brood, Wim T. Schippers, Kamagurka, Gummbah, Bart Chabot, Kitty Courbois en Philip Freriks. Hij was jarenlang als parttime docent verbonden aan de ArtEZ Academie voor beeldende kunsten Arnhem en de Hogeschool voor de Kunsten Utrecht (videografische vormgeving/ideeontwikkeling). Tegenwoordig is Lasès voornamelijk werkzaam als schrijver en columnist (Het is gezien - in Articula, Verbale processen). Hij publiceerde een twaalftal kinderboeken. In 2023 verscheen een bundeling van zijn korte verhalen: Het is gezien - observaringen.

## Prijzen en andere erkenningen
Een selectie van zijn gedichten is opgenomen in de bundel De Nederlandse kinderpoëzie in 1000 en enige gedichten van Gerrit Komrij. Veel van zijn (video)grafische ontwerpen worden tentoongesteld in diverse Nederlandse musea. Zijn programma Dag Meneer de Koekepeer ontvangt in 1992 de Cinekid publieksprijs. In 1995 wint hij de Galerieprijs en de Special Award tijdens de manifestatie One Hour Art van Arti et Amicitiae. Frans Lasès was Special Guest van Cinekid 2005. In 2005 werd aan het team van Villa Achterwerk, waar hij deel van uitmaakte, een Ere-Nipkowschijf uitgereikt.

## Tv-programma's

### Regie
- Dag Meneer de Koekepeer (1990-1993)
- Thijs op de bouw (1993)
- Het plakboek van Primus I (1994-1996)
- Hé Hallo Kobie en Ko (1998-1999)
- Zilvergrijze Zwaan (1999)
- Die man met die olifant (2000-2001)
- Oma Hondje (2001-2003)
- Fijne Familie (2003-2004)
- Indermon (2005)
- Woensdag-Wonderdag (2005)
- CompoZietZie (2005)
- Knapper (2008)
- Vandaag gebeurt het! (2008)
- De persvrijheid van Frans de Jong (2008)
- Jazz Kidz in Paradise (2011)
- Jealous Girl (2012)
- Let the Jazz Kidz Play (2019)

### Vormgeving
- Swiebertje (1970-1971)
- Een van de Acht (1971-1973)
- Stratemakeropzeeshow (1971-1973)
- Panorama Woensdag Show (1972)
- J.J. De Bom voorheen De Kindervriend (1974)
- Vrijdagavond Vrij (1975)
- Edwin Rutten Show (1977)
- Dat ik dit nog mag meemaken (1977)
- The Late Late Lien Show (1979-1982)
- Popkrant (1980)
- De spijker op z’n kop show (1982)
- VARA-uitroeptekenlogo (1982)
- De Tweede Natuur (1983-1984)
- Bokkesprongen (1983-1984)
- Geef je ouders maar weer de schuld (1985)